# Fosforribosilamina
La fosforribosilamina o 5-fosforribosilamina (5PRA) es un intermediario del metabolismo de las purinas. Más concretamente, es el precursor del inosín monofosfato (IMP). La 5PRA es sintetizada a partir de PRPP mediante la catálisis llevada a cabo por la enzima amidofosforribosiltransferasa.